# Michaił Takow
Michaił Atanasow Takow (bułg. Михаил Атанасов Таков, ur. 9 sierpnia 1960 w Sofii) – bułgarski bokser, amatorski medalista mistrzostw świata i mistrzostw Europy, trener bokserski.
Startował w wadze lekkośredniej (do 71 kg). Zdobył w niej brązowy medal  na mistrzostwach Europy w 1981 w Tampere po wygraniu dwóch walk i porażce w półfinale z Aleksandrem Koszkinem z ZSRR.
Na mistrzostwach świata w 1982 w Monachium również zdobył brązowy medal po wygraniu trzech walk i przegranej walkowerem w półfinale z Armando Martínezem z Kuby. Zdobył kolejny brązowy medal na mistrzostwach Europy w 1983 w Warnie po wygraniu z Edwardem Majem i z Graciano Rocchigianim z RFN i przegranej w półfinale z Walerijem Łaptiewem ze Związku Radzieckiego. Zwyciężył w Mistrzostwach Armii Zaprzyjaźnionych w 1983 we Frankfurcie nad Odrą.
Nie wziął udziału w igrzyskach olimpijskich w 1984 w Los Angeles wskutek bojkotu tej imprezy przez Bułgarię. Na turnieju Przyjaźń-84 zorganizowanym w Hawanie dla pięściarzy z państw bojkotujących igrzyska zdobył srebrny medal, po porażce w finale z Ángelem Espinosą z Kuby.
Zdobył po raz trzeci brązowy medal na mistrzostwach Europy w 1985 w Budapeszcie po trzech wygranych walkach i porażce w półfinale z Babkenem Sagradianem z ZSRR. Na mistrzostwach świata w 1986 w Reno przegrał w ćwierćfinale z Loftim Ayedem ze Szwecji.
Obecnie (od 2013) jest trenerem-koordynatorem narodowych reprezentacji Bułgarii.